# مدل کوبلر-راس

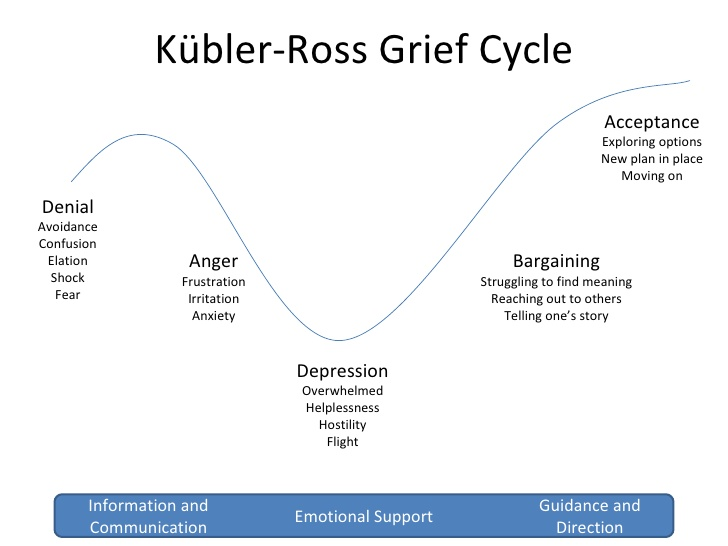
چرخه کوبلر-راس

مدل کوبلر-راس (انگلیسی: Kübler-Ross model) یا پنج مرحله اندوه بیانگر آنست که انسان در برخورد با مرگ و از دست‌دادن افراد ۵ حالت انکار، خشم، چانه زنی، افسردگی و پذیرش را از خود نشان می‌دهند.